# Crochte
Crochte är en kommun i departementet Nord i regionen Hauts-de-France i norra Frankrike. Kommunen ligger i kantonen Bergues som tillhör arrondissementet Dunkerque. År 2022 hade Crochte 658 invånare.

## Befolkningsutveckling
Antalet invånare i kommunen Crochte
| Referens: INSEE |